# Avenida de la Paz (métro de Madrid)
Avenida de la Paz est une station de la ligne 4 du métro de Madrid. Elle est située sous l'intersection entre l'avenue Ramón y Cajal et l'autoroute M-30, appelée à cet endroit avenida de la Paz (« avenue de la Paix »), entre les arrondissements de Chamartín et de Ciudad Lineal, à Madrid en Espagne.

## Situation sur le réseau
La station est située entre Alfonso XIII au sud-ouest, en direction de Argüelles et Arturo Soria au nord-est, en direction de Pinar de Chamartín.
Elle possède deux voies et deux quais latéraux.

## Histoire
La station est ouverte le 4 janvier 1979, lors de la mise en service d'une section de la ligne entre Alfonso XIII et Esperanza.

## Services aux voyageurs

### Accès et accueil
La station possède trois accès équipés d'escaliers et d'escaliers mécaniques, mais sans ascenseur.

### Intermodalité
La station est en correspondance avec les lignes d'autobus no 9, 53, 72, 73 120 et N2 du réseau EMT.